# Xylobiops basilaris
Xylobiops basilaris är en skalbaggsart som först beskrevs av Thomas Say 1824.  Xylobiops basilaris ingår i släktet Xylobiops och familjen kapuschongbaggar. Inga underarter finns listade i Catalogue of Life.

## Bildgalleri

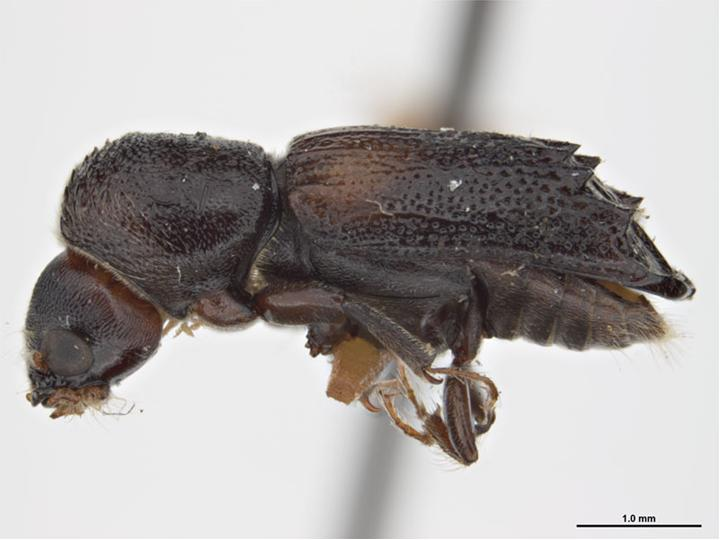